# 王场镇 (崇州市)
王场镇，是中华人民共和国四川省成都市崇州市曾经下辖的一个镇。2019年12月，撤销王场镇、燎原乡，将原王场镇和原燎原乡所属行政区域划归白头镇管辖。

## 行政区划
王场镇撤销前下辖以下地区：
五福社区、中心社区、觉皇村、清明村、东风村、桂花村、大雨村、板槽村、莲花村和菜花村。